# Christoph Bicker
Christoph Bicker (* 1966 in Köln) ist einer der beiden Geschäftsführer und Produzenten der Polyphon Film- und Fernsehgesellschaft.

## Leben
Geboren in Köln und aufgewachsen in Berlin begann Christoph Bicker nach dem Abitur mit dem Jura-Studium, wechselte dann in die Betriebswirtschaft. Parallel machte er erste Erfahrungen bei Filmproduktionen und arbeitete nach kurzer Zeit als Filmgeschäftsführer für deutsche und internationale Produktionen (unter anderem für Paramount und 20th Century Fox).
Seit 1997 betreut Christoph Bicker in der Polyphon als Herstellungsleiter nationale und internationale Reihen, Serien und Fernsehspielen und gelegentlichen Dokumentarfilm- und Kinoproduktionen. Seit 2006 verantwortet er zusätzlich den kaufmännischen Bereich des Unternehmens.
Seit 2010 ist er außerdem Geschäftsführer der Polyphon Beteiligung DOKfilm, Potsdam gemeinsam mit Moritz Pohl. Außerdem führt er gemeinsam mit Sabine Tettenborn und Beatrice Kramm, die POLYPHON Tochter POLYPHON Pictures, Baden-Baden.
Christoph Bicker ist Mitglied des Filmbeirats der Saarland Medien.

## Filmografie (Auswahl)
- 1995: Toms Zimmer
- 1997: Die Salzmänner von Tibet (Dokumentation)
- 2000: Vor Sonnenuntergang (Fernsehfilm)
- 2002–2003: Sperling (Fernsehserie)
- 2004–2014: Stubbe – Von Fall zu Fall (Fernsehserie)
- 2006–2012:  Pfarrer Braun (Fernsehserie)
- 2006: Die Abrechnung (Fernsehfilm)
- 2007: Die Todesautomatik (Fernsehfilm)
- 2007: Lord Weidenfeld (Dokumentation)
- seit 2008: Familie Dr. Kleist (Fernsehserie)
- 2008: Ein einfacheres Leben (Fernsehfilm)
- 2009: Koyamas Menü – Zu Gast bei Japans Spitzenkoch (Filmdokumentation)
- 2010: Auf das Leben (Dokumentation)
- 2010: Tiere bis unters Dach (Fernsehserie)
- 2011: Blaubeerblau (Fernsehfilm)
- 2011: Die Dienstagsfrauen (Fernsehfilm)
- 2012: Emilie Richards – Spuren der Vergangenheit (Fernsehfilm)
- 2013: Sieben Tage Ohne (Fernsehfilm)
- 2014: Blindgänger (Fernsehfilm)
- 2014: Der Usedom-Krimi: Mörderhus (Fernsehfilm)
- 2015: Scorpions – Forever and a Day (Dokumentation)
- 2015: Go Trabbi Go Forever
- 2016: Familie Braun (Fernsehserie)
- 2016: Das Leben danach (Fernsehfilm)
- 2017: HeimatLiebe (Dokumentation)
- 2017: Meine fremde Freundin (Fernsehfilm)
- 2018: Stubbe – Tod auf der Insel (Fernsehfilm)
- seit 2020: Ein Tisch in der Provence (Fernsehreihe)
- 2022: Der Tod kommt nach Venedig (Fernsehfilm)